# Ákon Ferenc
Ákon Ferenc 18. században élt erdélyi református lelkész.
Több magyar verset írt, melyeket  gróf Kemény József halotti beszédeinek Indexe fölemlít. Ilyenek: Verestói György szuperintendens felett (1765) Csomós (1768), Páldi (1769), Vay (1770) és Teleki (1776) felett. Verestói Sámuel disszertációjához 1767-ben öt strófás, szapphói versmértékben írt latin verset nyomatott.